# Guyle Fielder
Pour les articles homonymes, voir Fielder.
Guyle Abner Fielder (né le 21 novembre 1930 à Potlatch, dans l'État de l'Idaho aux États-Unis) est un joueur professionnel américain de hockey sur glace qui évoluait au poste de centre et qui a fait l'essentiel de sa carrière dans la Western Hockey League, ligue mineure professionnelle nord-américaine, y remportant trois Coupes du président, neuf Trophées du meilleur pointeur, six coupes George-Leader et trois coupes Fred-J.-Hume.
Il fait partie, avec Wayne Gretzky, Mark Messier, Jaromír Jágr et Gordon Howe, des cinq seuls joueurs ayant marqué plus de 2 000 points dans leur carrière en ligue professionnelle nord-américaine, et il est considéré comme le plus grand joueur de l'histoire du hockey mineur.

## Biographie
Guyle Fielder naît le 21 novembre 1930 à Potlatch, dans l'État américain de l'Idaho. Alors qu'il n'a pas encore deux ans, sa famille déménage dans le village de Spalding, au Canada, puis, vers l'âge de huit ans, à Nipawin, où il commence à jouer au hockey sur glace. Après un nouveau déménagement à Prince Albert, il rejoint l'équipe junior des Native Sons de Lethbridge, dans la Western Canada Junior Hockey League. En 1950, il termine meilleur buteur de la ligue et remporte le trophée Ed-Brucher remis au meilleur joueur de la saison. Après un deuxième titre consécutif de meilleur buteur en 1951, il signe, à l'âge de 15 ans, un contrat avec les Black Hawks de Chicago et fait ses débuts professionnels en jouant trois matches en fin de saison dans la Ligue nationale de hockey.
En août 1951, il est prêté aux Royals de New Westminster dans la Pacific Coast Hockey League avec lesquels il devient professionnel à plein temps, et remporte le Trophée du meilleur joueur débutant de la ligue (en anglais : Rockie Award) lors de la saison 1951-1952. Le 23 septembre 1952, il est vendu aux Red Wings de Détroit en compagnie de Steve Hrymnak et Ralph Almas. Trois semaines plus tard, il est prêté aux Black Hawks de Chicago qui obtiennent en contrepartie le prêt de Ray Hannigan. Il passe ensuite l'essentiel de la saison dans la Ligue américaine de hockey, au sein du club école des Black Hawks, les Flyers de Saint-Louis, avant d'être rappelé par Détroit pour les séries éliminatoires 1953. Les Red Wings sont éliminés en six rencontres par les Bruins de Boston. Fielder n'inscrit aucun point lors des quatre matchs auxquels il participe, mais sa saison est marquée par le gain du trophée Dudley-« Red »-Garrett remis à la meilleure recrue de la saison de la LAH.
Son début de saison 1953-1954 est marqué par plusieurs transactions : il est d'abord réclamé au ballottage le 29 septembre par les Rangers de New York qui l'échangent ensuite en octobre aux Bombers de Seattle de la Western Hockey League contre Lee Hyssop. Au cours du même mois, ses droits sont vendus par les Bombers aux Bruins de Boston, mais il joue cependant toute la saison régulière avec les Bombers, marquant 88 points en 68 matchs, et remporte ainsi pour la première fois le Trophée du meilleur pointeur (en anglais : Leading Scorer Award) de la WHL. Il joue également deux matches de séries éliminatoires de la LNH avec les Bruins qui sont éliminés en quatre rencontres par les Canadiens de Montréal.
Lors de la saison 1956-1957, il devient le premier joueur professionnel de hockey sur glace à inscrire plus de 100 points en une saison. Ayant totalisé 122 points, il remporte son deuxième Trophée du meilleur pointeur, reçoit la Coupe George-Leader remise au meilleur joueur de la saison dans chacune des deux divisions de la ligue, et obtient une nouvelle chance avec les Red Wings de Détroit qui l'invitent à leur camp d'entraînement après avoir racheté son contrat aux Bruins. Ses deux coéquipiers de ligne à Seattle, Roman Kinasewich et Val Fonteyne, sont également invités, mais les trois joueurs n'ont pas l'occasion de jouer ensemble, ce que regrette plus tard Fielder. À la place de ses deux ailiers habituels, le directeur général de l'équipe Jack Adams le positionne au centre du premier trio composé de Gordon Howe et John Wilson. Cependant, après les six premiers matchs de la saison, Fielder n'a marqué aucun point ; il est remplacé sur la première ligne et voit son temps de jeu limité. Préférant jouer en ligue mineure plutôt que de rester sur le banc, il demande à être renvoyé à Seattle, ce qu'Adams lui accorde. Bien qu'ayant manqué le début de saison des Americans, il termine meilleur pointeur de l'équipe et de la WHL avec 26 buts et 85 aides, pour 111 points marqués. Ce troisième Trophée du meilleur pointeur est accompagné de sa deuxième Coupe George-Leader récompensant le meilleur joueur de la division Coast.
Le 3 juin 1958, lors d'un repêchage inter-ligues, les Maple Leafs de Toronto sélectionnent Johnny Bower et Fielder, mais ce dernier refuse de signer à Toronto : il est alors apprenti électricien à Seattle et demande au directeur général des Maple Leafs, George Imlach, l'assurance qu'il n'aura pas à effectuer des voyages entre les deux villes mais, n'obtenant pas cette garantie, il reste à Seattle. Lors de la saison qui suit, alors que les Americans changent de nom pour devenir les Totems de Seattle, Fielder remporte son quatrième Trophée du meilleur pointeur avec 119 points marqués dont 95 aides, ce qui représente alors le record pour un joueur professionnel en une saison, ainsi que sa troisième coupe George-Leader pour la division Coast. Associé notamment à Tom McVie, il mène ensuite l'équipe dont il est le capitaine à la conquête de sa première Coupe du président.
En 1960, il remporte deux nouveaux trophées : son cinquième Trophée du meilleur pointeur,le quatrième consécutif et sa quatrième coupe George-Leader. Le 2 avril 1961, alors qu'il joue sa septième saison avec Seattle, la franchise organise une « nuit Guyle Fielder » pour célébrer le meilleur pointeur de l'histoire de la ligue : de nombreux présents lui parviennent de la part de son équipe, de la ligue et même de supporteurs d'équipes adverses. Paradoxalement, il s'agit d'une des deux seules saison où il ne termine pas en tête des pointeurs de Seattle, étant devancé par Rudy Filion et William MacFarland,,, tout comme lors de la saison suivante où il ne marque que 73 points, derrière les 84 points de Filion et les 81 de MacFarland. Lors des quatre saisons suivantes, il marque au minimum 90 points et remporte trois nouveaux Trophée du meilleur pointeur en 1963, 1964 et 1965. Pendant cette période, il est également élu meilleur joueur en 1964 et remporte la coupe Fred-J-Hume en 1966, remise au joueur considéré le plus gentilhomme.
La saison 1965-1966 est décevante pour Fielder et les Totems : il ne termine qu'à la quatrième place des pointeurs de la ligue, malgré 94 points marqués, et l'équipe ne se qualifie pas pour les séries. Lors de la saison qui suit, et alors que MacFarland a pris sa retraite et est devenu entraîneur de l'équipe, Fielder, qui n'est plus capitaine, inscrit encore une fois plus de 90 points, et remporte ainsi le neuvième et dernier Trophée du meilleur pointeur de la WHL de sa carrière. Au cours des séries, les Totems battent les Seals de la Californie puis les Canucks de Vancouver pour remporter leur deuxième Coupe du président. À l'issue de la saison, Fielder gagne toutes les récompenses individuelles auxquelles il peut prétendre : en plus du Trophée du meilleur pointeur, il remporte la coupe George-Leader, la coupe Fred-J.-Hume et est sélectionné dans la première équipe d'étoiles.
En 1968, Fielder ne remporte aucun trophée individuel et bien que meilleur pointeur de son équipe, il n'inscrit que 70 points pour terminer à la troisième place de la ligue, derrière Art Jones et Leonard Ronson. Les Totems terminent cependant à la deuxième place de la saison régulière et sont qualifiés pour les séries. En demi-finale, ils sont opposés aux Roadrunners de Phoenix, qu'ils battent en quatre matches pour retrouver les Buckaroos de Portland, pour la première fois en série depuis 1961. Les Totems remportent la première rencontre 2-0, puis, alors qu'ils sont menés 6-2 après deux périodes dans le deuxième match, ils parviennent à marquer quatre buts pendant le troisième tiers-temps pour égaliser. Après un peu plus de six minutes de prolongation, c'est finalement Fielder qui marque le but de la victoire après un rebond, but qu'il qualifie lui-même du « plus important de sa carrière ». Le troisième match est remporté par les Buckaroos mais les Totems gagnent les deux suivants et leur deuxième Coupe du président consécutive, la troisième et dernière de l'histoire de la franchise et de la carrière de Fielder.
Fielder joue ensuite une dernière saison avec les Totems, marquant à nouveau plus de 90 points, mais étant encore une fois devancé par Art Jones, et remporte une troisième Coupe Fred-J.-Hume, le dernier trophée de sa carrière. En juin 1969, à près de 39 ans, il annonce à Murray Costello, directeur des opérations des Totems, qu'il désire prendre sa retraite et s'occuper du Chilcotin Inn, un hôtel situé à Williams Lake et acheté en commun avec sa femme et un fan de hockey de Seattle. Cinq mois plus tard, en novembre, Seattle échange les droits sur Fielder aux Golden Eagles de Salt Lake, nouvelle franchise de la WHL, contre le défenseur Bobby Schmautz. Ceux-ci, dont l'entraîneur, Roman Kinasewich, est un ancien coéquipier de Fielder, lui offrent un contrat de deux ans pour 20 000 dollars, ce qui constitue le plus gros salaire de sa carrière. Il joue avec les Golden Eagles jusqu'en janvier 1972, terminant meilleur pointeur de son équipe en 1970, avant d'être échangé, avec Jake Rathwell contre Fred Hilts et Lyle Bradley, aux Buckaroos de Portland où il termine définitivement sa carrière à l'âge de 43 ans.
Le jour de sa retraite, il détient les records de saison régulière de Seattle pour les buts (323), les aides (1 099), les points (1 099) et les matchs joués (1 099). Il est également le premier joueur professionnel à dépasser 2 000 points, en incluant les séries. Depuis, seuls quatre autres joueurs ont marqué plus de 2 000 points dans leur carrière en ligue professionnelle nord-américaine : Wayne Gretzky, Mark Messier, Jaromír Jágr et Gordon Howe. Il est considéré comme le plus grand joueur de l'histoire du hockey mineur.
Dans les années 1970, il vit en banlieue de Portland et travaille sur les champs de courses de chevaux et de chiens où il prend les paris des joueurs. Il déménage plus tard à Mesa, en Arizona.

### Reconnaissance
En 1981, il est admis au Temple de la renommée du hockey de Seattle,. En 1997, dans son numéro spécial 50e anniversaire, le magazine The Hockey News le nomme meilleur joueur de l'histoire de la WHL. En 2008, il fait partie des six personnalités intronisées au Temple de la renommée des sports de Washington en compagnie de Pete Cross, commentateur radio des Seahawks de Seattle (football américain), Mark Rypien, Jim Zorn et Jack Sprenger, respectivement joueurs et arbitre de football américain, et Lenny Wilkens joueur puis entraîneur de basket-ball. En 2015, Nipawin inaugure une rue à son nom et il est intronisé au Temple de la renommée du hockey de la Saskatchewan. Deux ans plus tard, il est intronisé au Temple de la renommée des sports de la Saskatchewan. Pour sa première saison dans la LNH, le Kraken de Seattle crée le trophée Guyle-Fielder, remis au joueur ayant le mieux représenté la persévérance, le dynamisme et le dévouement au cours de la saison ; Yanni Gourde en est le premier récipiendaire.

## Statistiques
| Saison                | Équipe                     | Ligue                 |       | Saison régulière | Saison régulière | Saison régulière | Saison régulière | Saison régulière |    | Séries éliminatoires | Séries éliminatoires | Séries éliminatoires | Séries éliminatoires | Séries éliminatoires |
| Saison                | Équipe                     | Ligue                 | PJ    | B                | A                | Pts              | Pun              | PJ               | B  | A                    | Pts                  | Pun                  |                      |                      |
| 1947-1948             | Mintos de Prince Albert    | SJHL                  | 25    | 26               | 15               | 41               | 20               | 2                | 0  | 1                    | 1                    | 0                    |                      |                      |
| 1948-1949             | Mintos de Prince Albert    | SJHL                  | 20    | 17               | 26               | 43               | 22               | 9                | 9  | 14                   | 23                   | 4                    |                      |                      |
| 1948-1949             | Native Sons de Lethbridge  | WCJHL                 | 2     | 1                | 1                | 2                | 0                |                  |    |                      |                      |                      |                      |                      |
| 1949-1950             | Native Sons de Lethbridge  | WCJHL                 | 39    | 47               | 58               | 105              | 19               | 10               | 2  | 7                    | 9                    | 14                   |                      |                      |
| 1950-1951             | Native Sons de Lethbridge  | WCJHL                 | 37    | 44               | 57               | 101              | 6                | 7                | 3  | 5                    | 8                    | 8                    |                      |                      |
| 1950-1951             | Black Hawks de Chicago     | LNH                   | 3     | 0                | 0                | 0                | 0                | -                | -  | -                    | -                    | -                    |                      |                      |
| 1951-1952             | Royals de New Westminster  | PCHL                  | 57    | 25               | 50               | 75               | 10               | 7                | 1  | 3                    | 4                    | 2                    |                      |                      |
| 1952-1953             | Flyers d'Edmonton          | WHL                   | 3     | 0                | 1                | 1                | 0                | -                | -  | -                    | -                    | -                    |                      |                      |
| 1952-1953             | Flyers de Saint-Louis      | LAH                   | 62    | 22               | 61               | 83               | 12               | -                | -  | -                    | -                    | -                    |                      |                      |
| 1952-1953             | Red Wings de Détroit       | LNH                   | -     | -                | -                | -                | -                | 4                | 0  | 0                    | 0                    | 0                    |                      |                      |
| 1953-1954             | Bombers de Seattle         | WHL                   | 68    | 24               | 64               | 88               | 20               | -                | -  | -                    | -                    | -                    |                      |                      |
| 1953-1954             | Bruins de Boston           | LNH                   | -     | -                | -                | -                | -                | 2                | 0  | 0                    | 0                    | 2                    |                      |                      |
| 1954-1955             | Royals de New Westminster  | WHL                   | 70    | 20               | 67               | 87               | 37               | -                | -  | -                    | -                    | -                    |                      |                      |
| 1955-1956             | Americans de Seattle       | WHL                   | 70    | 18               | 61               | 79               | 42               | -                | -  | -                    | -                    | -                    |                      |                      |
| 1956-1957             | Americans de Seattle       | WHL                   | 69    | 33               | 89               | 122              | 30               | 6                | 2  | 4                    | 6                    | 0                    |                      |                      |
| 1957-1958             | Red Wings de Détroit       | LNH                   | 6     | 0                | 0                | 0                | 2                | -                | -  | -                    | -                    | -                    |                      |                      |
| 1957-1958             | Americans de Seattle       | WHL                   | 62    | 26               | 85               | 111              | 22               | 9                | 2  | 9                    | 11                   | 2                    |                      |                      |
| 1958-1959             | Totems de Seattle          | WHL                   | 69    | 24               | 95               | 119              | 18               | 12               | 4  | 9                    | 13                   | 4                    |                      |                      |
| 1959-1960             | Totems de Seattle          | WHL                   | 69    | 31               | 64               | 95               | 12               | 4                | 1  | 1                    | 2                    | 0                    |                      |                      |
| 1960-1961             | Totems de Seattle          | WHL                   | 69    | 24               | 71               | 95               | 32               | 11               | 2  | 9                    | 11                   | 4                    |                      |                      |
| 1961-1962             | Totems de Seattle          | WHL                   | 69    | 21               | 52               | 73               | 46               | 2                | 0  | 0                    | 0                    | 0                    |                      |                      |
| 1962-1963             | Totems de Seattle          | WHL                   | 69    | 17               | 80               | 97               | 20               | 17               | 5  | 17                   | 22                   | 6                    |                      |                      |
| 1963-1964             | Totems de Seattle          | WHL                   | 66    | 17               | 85               | 102              | 34               | -                | -  | -                    | -                    | -                    |                      |                      |
| 1963-1964             | As de Québec               | LAH                   | -     | -                | -                | -                | -                | 1                | 0  | 0                    | 0                    | 0                    |                      |                      |
| 1964-1965             | Totems de Seattle          | WHL                   | 70    | 14               | 78               | 92               | 38               | 7                | 0  | 7                    | 7                    | 2                    |                      |                      |
| 1965-1966             | Totems de Seattle          | WHL                   | 70    | 19               | 75               | 94               | 10               | -                | -  | -                    | -                    | -                    |                      |                      |
| 1966-1967             | Totems de Seattle          | WHL                   | 72    | 20               | 71               | 91               | 22               | 10               | 2  | 7                    | 9                    | 12                   |                      |                      |
| 1967-1968             | Totems de Seattle          | WHL                   | 70    | 15               | 55               | 70               | 26               | 9                | 6  | 5                    | 11                   | 2                    |                      |                      |
| 1968-1969             | Totems de Seattle          | WHL                   | 74    | 20               | 74               | 94               | 12               | 4                | 0  | 2                    | 2                    | 4                    |                      |                      |
| 1969-1970             | Golden Eagles de Salt Lake | WHL                   | 55    | 8                | 58               | 66               | 20               | -                | -  | -                    | -                    | -                    |                      |                      |
| 1970-1971             | Golden Eagles de Salt Lake | WHL                   | 64    | 15               | 46               | 61               | 22               | -                | -  | -                    | -                    | -                    |                      |                      |
| 1971-1972             | Golden Eagles de Salt Lake | WHL                   | 30    | 5                | 22               | 27               | 4                | -                | -  | -                    | -                    | -                    |                      |                      |
| 1971-1972             | Buckaroos de Portland      | WHL                   | 40    | 9                | 40               | 49               | 10               | 11               | 0  | 10                   | 10                   | 2                    |                      |                      |
| 1972-1973             | Buckaroos de Portland      | WHL                   | 70    | 11               | 47               | 58               | 4                | -                | -  | -                    | -                    | -                    |                      |                      |
| Totaux LNH            | Totaux LNH                 | Totaux LNH            | 9     | 0                | 0                | 0                | 2                | 6                | 0  | 0                    | 0                    | 2                    |                      |                      |
| Totaux WHL            | Totaux WHL                 | Totaux WHL            | 1 368 | 391              | 1 380            | 1 771            | 481              | 102              | 24 | 80                   | 104                  | 38                   |                      |                      |
| Totaux professionnels | Totaux professionnels      | Totaux professionnels | 1 496 | 438              | 1 491            | 1 929            | 505              | 116              | 25 | 83                   | 108                  | 42                   |                      |                      |

## Récompenses
Durant sa carrière, Fielder a remporté de nombreux trophées et a été honoré à plusieurs reprises, :
- Trophée Ed-Brucher de la WCJHL : 1950.
- Trophée du meilleur joueur débutant (Rockie Award) de la PCHL : 1952.
- LAH :
  - Trophée Dudley-« Red »-Garrett : 1953 ;
  - Première équipe d'étoiles : 1953.
- WHL :
  - Trophée du meilleur pointeur (Leading Scorer Award) : 1954, 1957, 1958, 1959, 1960, 1963, 1964, 1965 et 1967 ;
  - Coupe George-Leader : 1957, 1958, 1959, 1960, 1964 et 1967 ;
  - Coupe Fred-J.-Hume : 1966, 1967 et 1969 ;
  - Première équipe d'étoiles : 1954, 1960, 1963, 1964, 1967 ;
  - Première équipe d'étoiles de la division Coast : 1957, 1958, 1959 ;
  - Deuxième équipe d'étoiles : 1961, 1965, 1966, 1968.
- Temple de la renommée du hockey de Seattle : 1981.
- Temple de la renommée des sports de l'État de Washington : 2008.
- Temple de la renommée du hockey de la Saskatchewan : 2015.
- Temple de la renommée des sports de la Saskatchewan : 2017.